# Comuna Tudora, Botoșani

Harta

Tudora este o comună în județul Botoșani, Moldova, România, formată numai din satul de reședință cu același nume.

## Geografie
Din punct de vedere geomorfic, teritoriul comunei Tudora aparține Podișului Moldovei, reprezentat prin subdiviziunea Dealul Mare și culoarul Siretului în aval de confluența râului Suceava.
Comuna este formată dintr-un singur sat care îi dă și numele: Tudora (fiind o comună monocefală din acest punct de vedere).
Teritoriul administrativ al comunei Tudora ocupă o suprafață de 7313 ha.
suprafața agricola = 3966,26 ha, din care: arabil=2774,89 ha; pașuni=1022,61 ha; fînețe=99,77 ha; livezi=66,67 ha; vii=2,32 ha. păduri și terenuri cu vegetație forestieră = 3049,11 ha; ape și bălți = 112,53 ha; alte terenuri = 92 ha

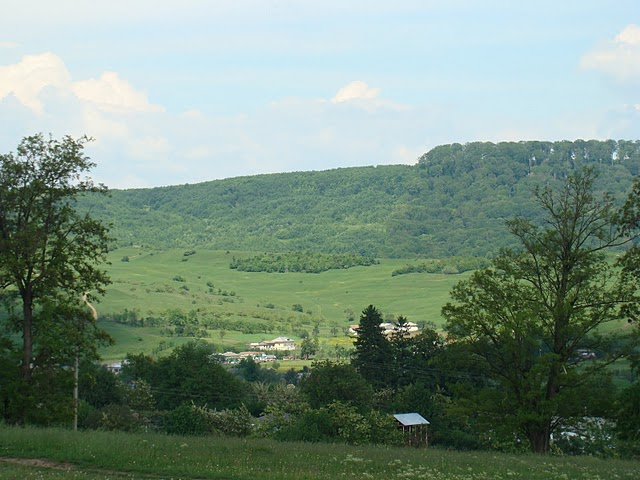
Vara pe dealuri

Drumul județean DJ 208I face legătura între comuna Tudora și restul României, către Botoșani și către Pașcani.

### Poziționarea geografică
Comuna Tudora este situată în partea de sud-vest a județului Botoșani, la poalele Masivului Dealul Mare, la 32 km distanță față de municipiul Botoșani, centru administrativ și politic al județului.
Vecinii comunei sunt:
- - la nord: teritoriul administrativ al comunelor: Vorona;
- - la sud: teritoriul administrativ al comunelor Dolhasca si Siretel;
- - la est: teritoriul administrativ al comunelor Frumușica și Deleni;
- - la vest: teritoriul administrativ al comunei Liteni si Dolhasca

## Demografie
Componența etnică a comunei Tudora
     Români (93,67%)
     Alte etnii (0,12%)
     Necunoscută (6,2%)
Componența confesională a comunei Tudora
     Ortodocși (92,93%)
     Alte religii (0,62%)
     Necunoscută (6,45%)
Conform recensământului efectuat în 2021, populația comunei Tudora se ridică la 4.852 de locuitori, în scădere față de recensământul anterior din 2011, când fuseseră înregistrați 5.096 de locuitori. Majoritatea locuitorilor sunt români (93,67%), iar pentru 6,2% nu se cunoaște apartenența etnică. Din punct de vedere confesional, majoritatea locuitorilor sunt ortodocși (92,93%), iar pentru 6,45% nu se cunoaște apartenența confesională.
Dacă în perioada până în anul 1960 migrația definitivă a cunoscut valori reduse, în jur de 5–6%, datorită ritmului de dezvoltare al industriei în acea perioadă cât și posibilităților reduse de a găsi un loc de muncă în centrele urbane apropiate, după aceasta, crește la 13,6% în 1970 pentru ca să depășească 15% în 1985, intrând în categoria celor cu intensitate foarte mare.
După anul 1990, numărul plecărilor definitive se reduce sau chiar dispare.
Perioada ultimului deceniu al secolului al XX-lea este caracterizată printr-o revenire masivă la baștină a persoanelor disponibilizate din industrie.
Deplasările sezoniere care au avut o intensitate mare până în anul 1965 s-au redus considerabil, în prezent mai existând doar câteva fluxuri spre zonele viticole ale Vrancei și Dobrogei în perioadele de tăieri și recoltare.
Deplasările diurne, care au cunoscut o amploare deosebită în perioada 1970–1990 în cadrul izocronei de 50 min. spre Botoșani, Pașcani, Suceava, practic au devenit nule.

## Clima
Teritoriul comunei Tudora se înscrie în climatul temperat-continental. Temperaturile sunt mai scăzute în partea de est a localității, unde zonele sunt mai înalte.
Temperatura medie anuală este de 7,4 grade Celsius.
Circulația maselor de aer este determinată de evoluția și poziția în timpul anului a centrilor barici.
În partea de vest a satului – culoarul Siretului, circulația este caracteristică zonei de nord-est a țării dar, în partea estică, formele majore de relief și pădurea aduc modificări înseminate ale direcției vânturilor.

## Vegetația
Pe teritoriul comunei Tudora se află Rezervația naturală de tisă. Arboretul de tisă se întinde pe o suprafață de 149 ha pe versantul de nord și nord-vest al dealului Bobeica și este în amestec cu fag. Se află la aproximativ 5 km de centrul satului, la o altitudine de circa 470 m . În trecut, datorită lemnului său prețios, întrebuințat la construcții și la confecționarea diferitelor obiecte de artizanat, numărul de exemplare a fost mult diminuat. La această reducere și-au adus contribuția și ciobanii care o tăiau deoarece cetina este otrăvitoare pentru oi, cât și procesele geomorfologice de versant(prăbușiri, surpări, alunecări) foarte frecvente în această zonă.
Specia de tisă are tulpina dreaptă, ascendentă. Unele exemplare sunt ramificate și ajung până la 5–6 m înălțime, altele sunt însă mult mai mici.
Suprafața rezervației este alcătuită din arboret tânăr.
La marginea rezervației de tisă, pe izlazul Bolohani se găsește un exemplar de ienupăr care a fost schilodit de ciobani prin tăiere. Izolat, în pădure se mai află câteva exemplare de stejar sec.

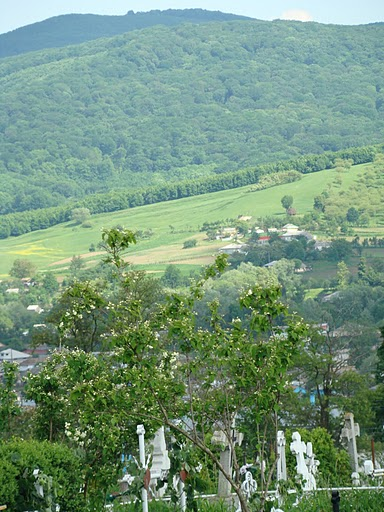
Primavara

## Cultura
În prezent, în comuna Tudora funcționează trei școli cu 6 localuri amenajate corespunzător cerințelor actuale ale învățământului modern, cu 3 laboratoare de fizică și chimie, 2 laboratoare de informatică, 9 cabinete, 1 atelier de tricotaje, 1 atelier de tâmplărie, 1 sală de sport și bază sportivă corespunzătoare.
În comună există un cămin cultural construit în 1972 și modernizat în 2000 care posedă o sală de spectacole cu 300 de locuri și o bibliotecă cu 25 456 de volume, împreună cu biblioteca școlii. În cadrul căminului cultural funcționează formații artistice cu prestigiu național, multe formații, printre care cea de dansuri bărbătești, formația de căiuți, grupul vocal și altele, participând la numeroase festivaluri folclorice interne și internaționale.
Localitatea Tudora este o importantă vatră folclorică, cu datini și obiceiuri de origine daco-romană. Jocul căiuților și al caprei, jocul urșilor și al mascaților, colindele și urăturile sunt obiceiuri care fac deliciul localnicilor și al oaspeților satului, de la Crăciun la Anul Nou.
În comuna Tudora se găsesc două biserici și se află în construcție a treia.

## Personalități
- Dumitru Penciuc (1925 - 2011), general de armată român
- Ioan Alungulesei (n. 1947), interpret de muzică populară din Moldova

## Politică și administrație
Comuna Tudora este administrată de un primar și un consiliu local compus din 13 consilieri. Primarul, Constantin Cocoreanu[*], de la Partidul Social Democrat, este în funcție din octombrie 2020. Începând cu alegerile locale din 2024, consiliul local are următoarea componență pe partide politice:
|  | Partid                          | Consilieri | Componența Consiliului | Componența Consiliului | Componența Consiliului | Componența Consiliului | Componența Consiliului | Componența Consiliului | Componența Consiliului | Componența Consiliului | Componența Consiliului |
|  | ------------------------------- | ---------- | ---------------------- | ---------------------- | ---------------------- | ---------------------- | ---------------------- | ---------------------- | ---------------------- | ---------------------- | ---------------------- |
|  | Partidul Social Democrat        | 9          |                        |                        |                        |                        |                        |                        |                        |                        |                        |
|  | Partidul Național Liberal       | 3          |                        |                        |                        |                        |                        |                        |                        |                        |                        |
|  | Alianța pentru Unirea Românilor | 1          |                        |                        |                        |                        |                        |                        |                        |                        |                        |

## Vezi și

Panoramă spre Nord a comunei Tudora / imagine luata la N47,49280, E26,63830

Panoramă spre Vest a comunei Tudora / imagine luata la N47,495574, E26,636811